# Grabmal von Askia
Das Grabmal von Askia ist ein bedeutendes Bauwerk in Gao im heutigen Mali. Es wurde 1495 im Auftrag von Askia Mohammad I. (auch Askia Muhammad), dem ersten Herrscher der gleichnamigen Dynastie im Songhaireich, errichtet. Seit 2004 gehört es zum UNESCO-Welterbe und steht seit 2012 auf der Roten Liste des gefährdeten Welterbes.

## Geschichte
Askia Mohammed I. übernahm 1493 nach einem Machtwechsel die Herrschaft über das Songhaireich und führte den Islam als Staatsreligion ein. Im Jahr 1495 ließ er das Grabmal errichten, das als seine letzte Ruhestätte gilt. Unter seiner Herrschaft entwickelte sich Gao zu einem wichtigen politischen, religiösen und wirtschaftlichen Zentrum Westafrikas, das vom Handel mit Salz und Gold profitierte.

## Architektur und Anlage
Das Grabmal ist eine etwa 17 Meter hohe, pyramidenförmige Lehmziegelkonstruktion und gilt als das herausragendste Beispiel für den traditionellen Monumentalbau in der westafrikanischen Sahelzone. Der Komplex umfasst neben der Grabpyramide zwei Moscheen, einen Friedhof und einen Versammlungsplatz. Die Bauweise verbindet lokale Baumaterialien und -techniken mit Elementen der islamischen Architektur und wurde stilprägend für spätere Sakralbauten der Region.

## Bedeutung
Das Grabmal von Askia ist das größte präkoloniale Bauwerk der Region und ein Symbol für die Blütezeit des Songhaireiches. Es steht für die Verschmelzung afrikanischer und islamischer Bautraditionen sowie für die politische und religiöse Bedeutung Gaos im Mittelalter.

## UNESCO-Welterbe
2004 wurde das Grabmal in die Liste des UNESCO-Welterbes aufgenommen. Aufgrund von Plünderungen und Vandalismus infolge bewaffneter Konflikte ist die Stätte seit 2012 als gefährdet eingestuft. Die UNESCO und lokale Behörden bemühen sich um den Schutz und die Restaurierung des Bauwerks.